# Бузето Палицоло
Бузето Палицоло (итал. Buseto Palizzolo) је насеље у Италији у округу Трапани, региону Сицилија.
Према процени из 2011. у насељу је живело 2573 становника. Насеље се налази на надморској висини од 380 м.

## Становништво
| 1936. | 1951. | 1961. | 1971. | 1981. | 1991. | 2001. | 2011. |
| ----- | ----- | ----- | ----- | ----- | ----- | ----- | ----- |
| 3.595 | 4.897 | 4.416 | 3.663 | 3.385 | 3.210 | 3.197 | 3.031 |